# Christopher Drazan
Christopher Drazan (ur. 2 października 1990 w Wiedniu) – piłkarz austriacki grający na pozycji napastnika. Mierzy 184 cm wzrostu.

## Kariera klubowa
Karierę klubową Drazan rozpoczynał w ASV Vösendorf, w 2000 roku przeszedł do młodzieżowych zespołów Admiry Wacker Mödling, w 2006 roku dostał się do pierwszego zespołu i zagrał 4 mecze w lidze. Rapid Wiedeń zdecydował się na kupno tego zawodnika w 2007 roku. Początkowo grał w młodzieżowych zespołach, później przeniesiony do pierwszej kadry. W swoim debiutanckim występie w Lidze Europy przeciw Hamburgowi SV strzelił bramkę.
W 2013 roku Drazan przeszedł do 1. FC Kaiserslautern. Następnie grał w: Rot-Weiß Erfurt i LASK Linz. W 2016 trafił do SKN St. Pölten.

## Reprezentacja
W dniu 19 sierpnia 2008, Drazan zadebiutował w wyjściowej jedenastce austriackiej kadry U-21 przeciwko Irlandii.
10 października 2009 w wygranym 2:1 meczu eliminacji Mistrzostw Świata 2010 z Litwą zadebiutował w seniorskiej kadrze Austrii.